# Rossoamaro
Rossoamaro è un romanzo dello scrittore genovese Bruno Morchio. Fa parte delle inchieste dell'investigatore privato Bacci Pagano, in ordine di uscita è il sesto romanzo della serie.

## La trama
La trama racconta a capitoli alterni una indagine di Bacci Pagano nella Genova dei giorni nostri, e contemporaneamente il caso (nel passato) sul quale è chiamato a investigare; quest'ultimo è un episodio della Resistenza nel capoluogo ligure, ispirato a un fatto realmente accaduto: un attentato contro le truppe d'occupazione tedesche a opera dei GAP nel 1944.

Bacci Pagano trepida per la sorte di Jasmine, la prostituta nera che è stata una delle sue donne occasionali, ricoverata in rianimazione perché vittima di un sadico torturatore; Bacci riceve la visita di un tedesco di nome Hessen, che lo incarica di ritrovare il fratello italiano mai conosciuto. Sostiene di essere il figlio di una partigiana e di un ufficiale della Wehrmacht morto durante un attentato in un cinematografo di Genova; sottratto alla madre dopo la nascita e portato in Germania, dove è cresciuto con gli zii, è venuto a sapere di un fratello che sarebbe nato quando la madre si è risposata.

Bacci comincia a fare qualche domanda nell'ambiente operaio di Sestri dove abitavano i suoi genitori: qui infatti tutti lo conoscono e rispettano perché anche suo padre è stato partigiano in montagna. Si rende conto però che l'ex gappista Olindo Grandi gli nasconde qualcosa, e che la solidarietà tra ex partigiani è ancora forte al punto da creare una barriera contro le indagini. Nessuno ammette che una partigiana abbia potuto generare un figlio a un tedesco; poco per volta però emerge la storia di Nicla, diciannovenne fidanzata con il partigiano Biscia, che venne incaricata di sedurre un ufficiale della Wehrmacht per estorcergli il nome del doppiogiochista che tradiva i membri del GAP. Nel '44 Olindo Grandi dirigeva l'operazione e Nicla agiva con l'assenso del fidanzato, ma si muoveva sul filo del rasoio perché l'ufficiale era conscio del suo doppio gioco, e acconsentiva pur di averla per sé.

Bacci Pagano intuisce qualcosa di strano della vicenda quando scopre che Hessen è già venuto a Genova vent'anni fa per la stessa ricerca. Con ogni evidenza, Olindo Grandi sta proteggendo qualcuno, forse Nicla o forse l'uomo che ha ucciso la gappista Jolanda che si credeva spia dei tedeschi.

Nel corso della narrazione, prima che Bacci arrivi all'amara soluzione del caso, il lettore scopre anche in che modo è riuscito a liberare Jasmine dal sequestratore che la teneva prigioniera in una casa isolata.

## Personaggi

### Nel presente
- Bacci Pagano, investigatore privato
- Totò Pertusiello, commissario di polizia
- Hessen, cittadino tedesco figlio di un ufficiale morto a Genova durante la guerra
- Olindo Grandi, ex comandante dei GAP a Genova
- Jasmine, prostituta ivoriana
- Randazzo, maniaco che ha "acquistato" Jasmine da una banda di trafficanti

### Nel passato
- Tilde, 19 anni, collaboratrice dei GAP.
- Biscia, fidanzato di Tilde, membro attivo della Resistenza.
- Capitano Hessen, ufficiale tedesco che si è invaghito di Tilde.
- Maestri, detto "Strappaunghie", funzionario della polizia fascista
- Iolanda, impiegata della Manifattura Tabacchi e membro della Resistenza infiltrata tra gli ufficiali tedeschi

## Edizioni
- Rossoamaro, Milano, Garzanti, 2008,  p. 244, ISBN 978-88-1168-636-1.
- Rossoamaro, collana Elefanti Bestseller, Milano, Garzanti, 2011,  p. 252, ISBN 978-8811694472.